# Igor Gabilondo
Igor Gabilondo del Campo (* 10. Februar 1979 in San Sebastián) ist ein spanischer ehemaliger Fußballspieler, der bei AEK Larnaka auf Zypern spielt.

## Spielerkarriere
Igor Gabilondo ist einer der wenigen baskischen Spieler, die auch außerhalb des Baskenlandes für Aufsehen gesorgt hat. Der starke zentrale Mittelfeldspieler Gabilondo, dessen Heimatverein Real Sociedad ist, hat durch seine Spielstärke auch das Interesse englischer Vereine auf sich gelenkt, die ihn mit Xabi Alonso vom FC Liverpool verglichen. Trotz lukrativer Angebote entschied er sich letztendlich für einen Wechsel zum legendären baskischen Klub Athletic Bilbao. Nach sechs Jahren in Bilbao wechselte Gabilondo im Sommer 2012 nach Zypern zum AEK Larnaka. Nach sechs Einsätzen in den ersten sechs Ligaspielen kam er nicht mehr zum Einsatz und beendete seine Karriere.